# آرن نورهیم
آرن نورهیم (انگلیسی: Arne Nordheim؛ ۲۰ ژوئن ۱۹۳۱ – ۵ ژوئن ۲۰۱۰) آهنگساز اهل نروژ بود.